# Cimitirul Vesel
Il Cimitero allegro o cimitero gaio (in romeno Cimitirul vesel) si trova nel paese di Săpânța, nel distretto di Maramureș, nella Romania settentrionale.
Situato presso la chiesa ortodossa della Nascita della Vergine Maria (Nașterea Maicii Domnului), il cimitero ha la particolarità di avere le sue tombe decorate con steli funerarie in legno dipinte a colori vivaci in stile naif-balcanico: ognuna di essa rappresenta una scena della vita, dell'attività o delle cause di morte della persona sepolta, accompagnata da una poesia, a volte nostalgica, spesso umoristica, dedicata alla memoria del defunto.
Con più di 800 tombe colorate, il cimitero allegro è diventato un museo etnografico all'aperto ed è una delle principali attrazioni turistiche della regione.

## Descrizione del cimitero
Nel 1935 l'artigiano locale Stan Ioan Pătraș (1908-1977) scolpì un primo epitaffio su una croce di quercia decorata con colori vivaci. Così facendo, fece rivivere le antiche tradizioni valacche che prevedevano funerali felici, riti funebri festosi, libagioni e brindisi durante i pasti commemorativi, a lungo dimenticate sotto l'influenza della Chiesa, che, come altrove in Europa, considera la morte come un momento drammatico e solenne. Questo cimitero è diverso perché i rumeni considerano la morte un momento molto solenne. Il cimitero è anche associato alla cultura degli antichi Daci, la cui filosofia si basa sull'immortalità e che considerano la morte un momento di gioia perché il defunto approda ad una vita migliore.
Oggi esistono diverse centinaia di stele gioiose: alcune di forma rettangolare e riccamente cesellate con motivi geometrici, floreali o astronomici, altre sono coronate da una croce con due o tre stendardi, sormontate da un piccolo tetto. Su uno sfondo prevalentemente blu, sono raffigurate scene della vita e della fine del defunto, solitamente sormontate da poesie allegoriche, spesso umoristiche, che evocano il suo personaggio. I motivi su alcune stele descrivono le circostanze accidentali della morte o rappresentano scene collettive della vita del villaggio. 
Alla morte di Pătraș nel 1972, la tradizione della tombe colorate è stata seguita da Dumitru Pop.

## La tomba di Dumitru Holdis
La tomba più celebre è sicuramente quella di Dumitru Holdis (sue miniature in legno vengono persino vendute come souvenir).
L'epigrafe è la seguente:
Ea aduce plâns și chin
Că și mie mi-o adus
Moartea sub picior m-o pus
Cui îi place țuica bine
Va pății așa ca mine
Că eu țuica am iubit
Cu ea-n mână am murit
(Aici odihnește Dumitru Holdis a trăit 45 de ani mort de moarte forțată la 1958)»
Potrebbe essere così tradotto:
Coloro che amano la buona grappa / Come me patiranno / Perché io la grappa ho amato / Con lei in mano sono morto.
(Qui giace Dumitru Holdis, vissuto 45 anni, morto di morte forzate nel 1958)»
Gli epitaffi del cimitero sono tutti raccolti nel libro Le iscrizioni parlanti del cimitero di Săpânța di Bruno Mazzoni (edito da Ets, 1999)

## Galleria d'immagini

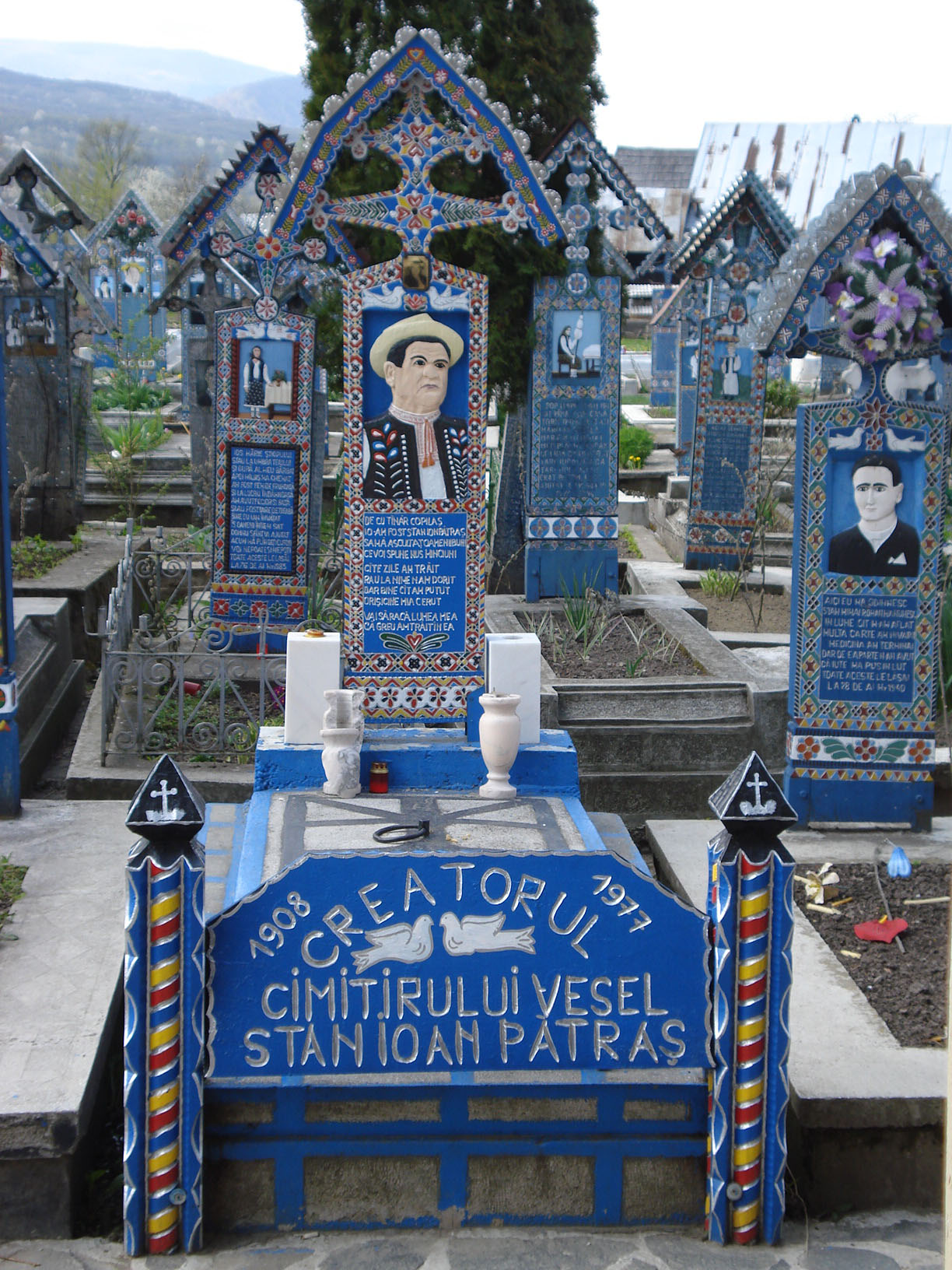
La tomba di Stan Ioan Patraș
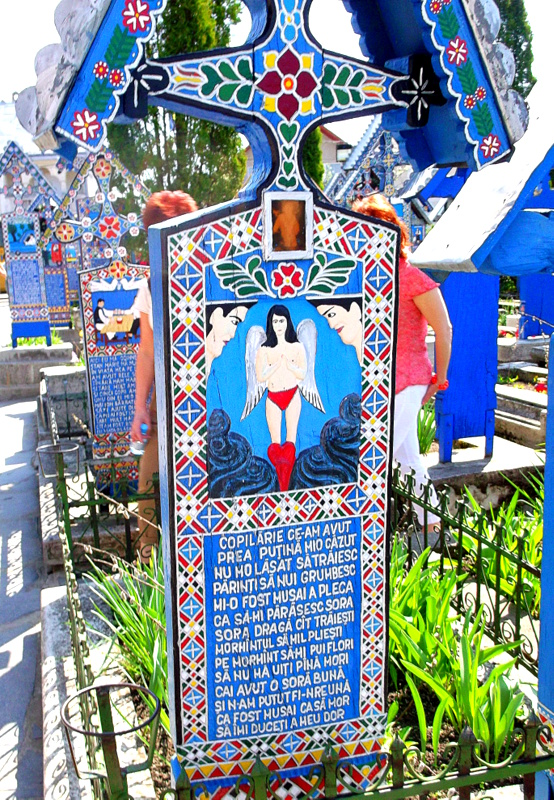
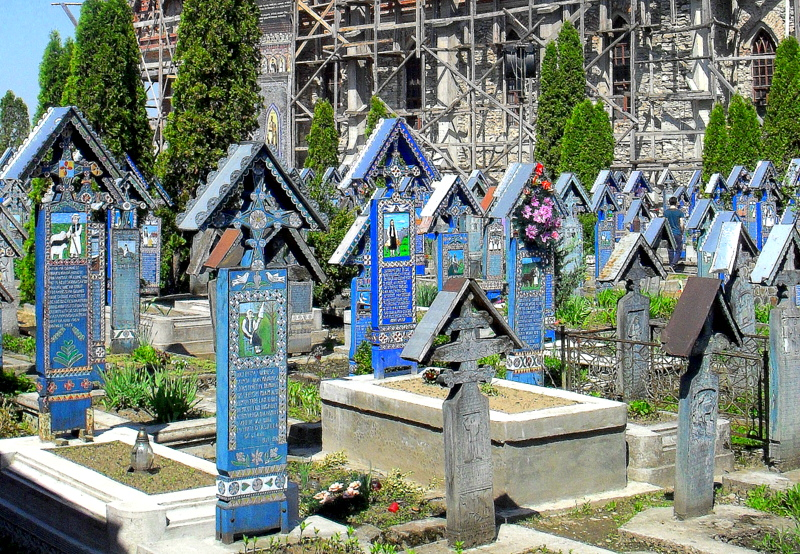
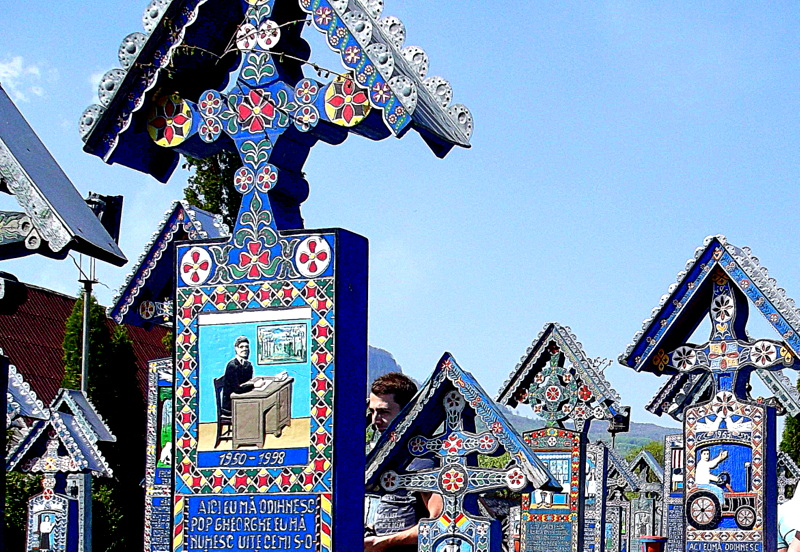
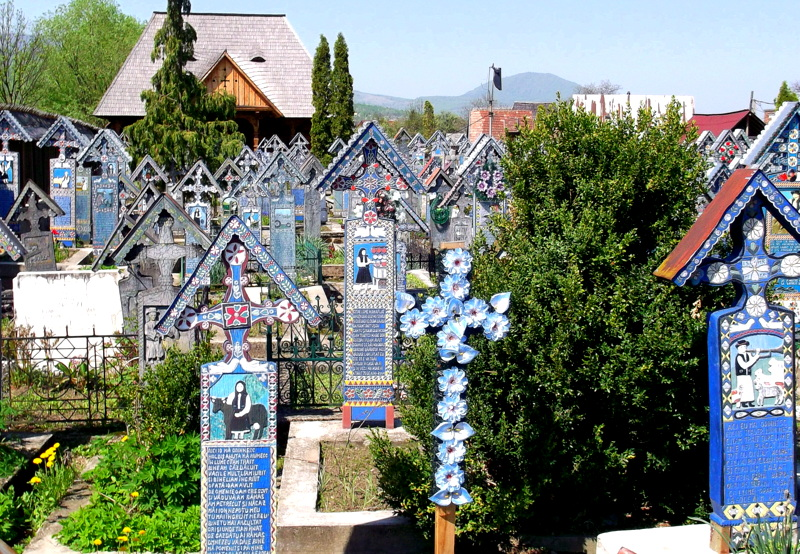
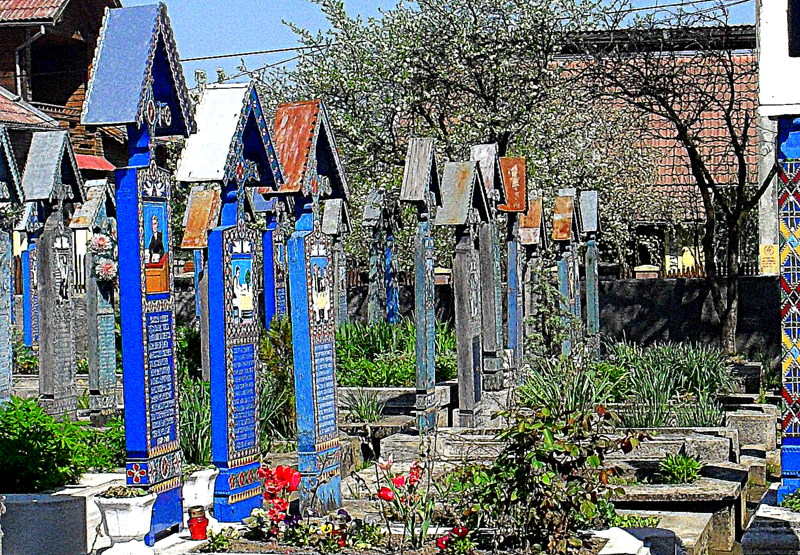
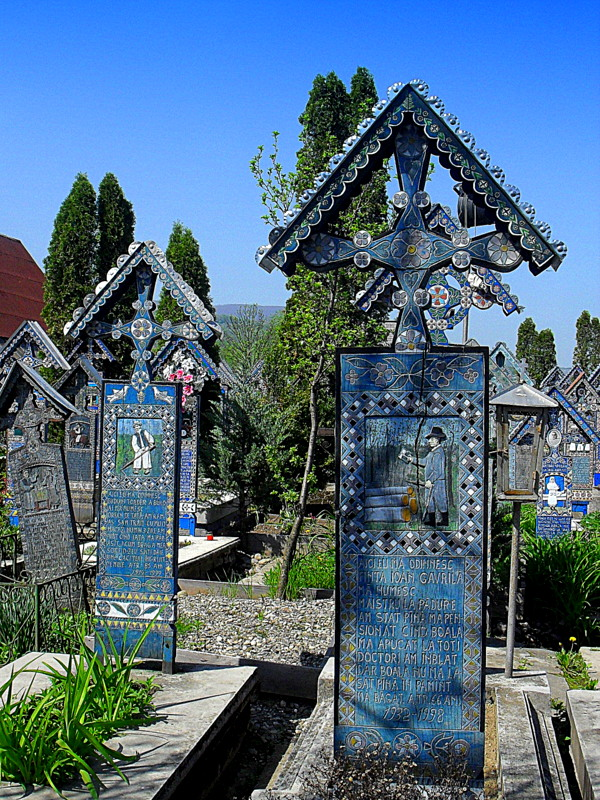
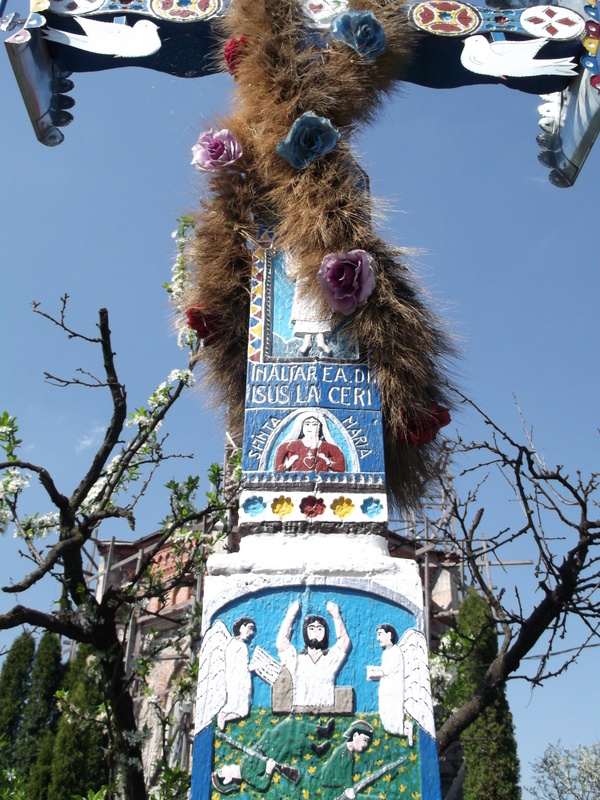
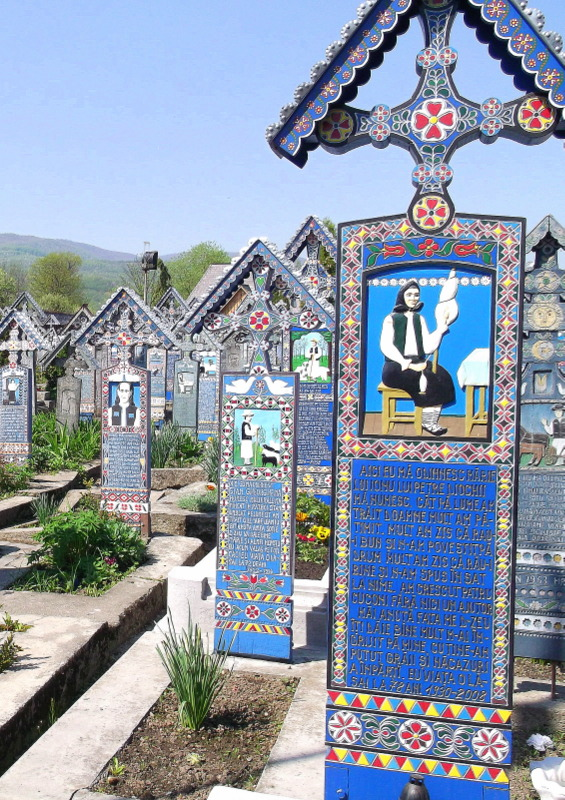